# Club de Futbol Balaguer
Il Club de Futbol Balaguer è una squadra di calcio spagnola con sede a Balaguer, nella regione autonoma della Catalogna.
Lo stadio del CF Balaguer è il Municipal de Balaguer che ha una capacità di 2000 posti a sedere.

## Storia
Fu fondata nel 1945 e ha giocato più di trenta edizioni della Tercera División (Spagna).

## Statistiche
| Stagione | Livello | Categoria | Piazzamento | Copa del Rey |
| -------- | ------- | --------- | ----------- | ------------ |
| 1945–57  | 4       | Regionale | —           |              |
| 1957/58  | 3       | 3ª        | 14°         |              |
| 1958/59  | 4       | Regionale | —           |              |
| 1959/60  | 4       | Regionale | —           |              |
| 1960/61  | 3       | 3ª        | 11°         |              |
| 1961/62  | 3       | 3ª        | 12°         |              |
| 1962/63  | 3       | 3ª        | 16°         |              |
| 1963/64  | 4       | Regionale | —           |              |
| 1964/65  | 3       | 3ª        | 5°          |              |
| 1965/66  | 3       | 3ª        | 6°          |              |
| 1966/67  | 3       | 3ª        | 15°         |              |
| 1967–87  | 5       | Regionale | —           |              |
| 1987/88  | 4       | 3ª        | 11°         |              |
| 1988/89  | 4       | 3ª        | 15°         |              |
| 1989/90  | 4       | 3ª        | 12°         |              |
| 1990/91  | 4       | 3ª        | 1°          |              |
| 1991/92  | 4       | 3ª        | 2°          |              |
| 1992/93  | 4       | 3ª        | 8°          |              |
| 1993/94  | 4       | 3ª        | 5°          |              |

| Stagione | Livello | Categoria | Piazzamento | Copa del Rey |
| -------- | ------- | --------- | ----------- | ------------ |
| 1994/95  | 4       | 3ª        | 7°          |              |
| 1995/96  | 4       | 3ª        | 7°          |              |
| 1996/97  | 4       | 3ª        | 18°         |              |
| 1997/98  | 5       | 1ª Cat.   | 1°          |              |
| 1998/99  | 4       | 3ª        | 5°          |              |
| 1999/00  | 4       | 3ª        | 1°          |              |
| 2000/01  | 4       | 3ª        | 2°          |              |
| 2001/02  | 4       | 3ª        | 13°         |              |
| 2002/03  | 4       | 3ª        | 20°         |              |
| 2003/04  | 5       | 1ª Cat.   | 3°          |              |
| 2004/05  | 4       | 3ª        | 7°          |              |
| 2005/06  | 4       | 3ª        | 9°          |              |
| 2006/07  | 4       | 3ª        | 8°          |              |
| 2007/08  | 4       | 3ª        | 10°         |              |
| 2008/09  | 4       | 3ª        | 16°         |              |
| 2009/10  | 4       | 3ª        | 9°          |              |
| 2010/11  | 4       | 3ª        | 15°         |              |
| 2011/12  | 4       | 3ª        | 12°         |              |
| 2012/13  | 4       | 3ª        | —           |              |

## Palmarès

### Competizioni nazionali
- Tercera División: 2

1990-1991, 1999-2000

### Competizioni regionali
- Primera Catalana: 1

1997-1998
- Copa Catalunya: 1

2000-2001

### Altri piazzamenti
- Tercera División:

Secondo posto: 1991-1992, 2000-2001
- Copa Federación de España:

Finalista: 1994-1995